# Tweede klasse 1995-96 (voetbal België)
Het seizoen 1995/96 in Tweede Klasse ging van start op in de zomer van 1995 en liep ten einde in 1996. KSC Lokeren won de titel en promoveerde zo naar Eerste Klasse. Vicekampioen KRC Genk mocht ook rechtstreeks promoveren. R. Excelsior Mouscron ten slotte, kreeg de promotie naar het hoogste niveau via de eindronde te pakken.

## Naamswijzigingen
- VC Westerlo kreeg de koninklijke titel en werd KVC Westerlo.

## Gedegradeerde teams
Deze teams waren gedegradeerd uit de Eerste Klasse voor de start van het seizoen:
- KV Oostende

## Gepromoveerde teams
Deze teams waren gepromoveerd uit de Derde Klasse voor de start van het seizoen:
- R. Cappellen FC, kampioen in Derde klasse A
- KFC Tielen, kampioen in Derde klasse B

## Promoverende teams
Deze teams promoveerden naar Eerste klasse op het eind van het seizoen:
- KSC Lokeren (kampioen)
- KRC Genk (vicekampioen)
- R. Excelsior Mouscron (winnaar eindronde)

Noot: In de Eerste Klasse waren er in 1995/96 drie degradanten. KSV Waregem en KSK Beveren werden respectievelijk laatste en voorlaatste in het klassement en degradeerden. RFC Seraing ging een fusie met Standard Luik aan en verdween ook uit de hoogste klasse. Hierdoor konden er drie clubs uit de Tweede Klasse promoveren.

## Degraderende teams
Deze teams degradeerden naar Derde klasse op het eind van het seizoen:
- K. Sint-Niklase SK Excelsior (eindronde)
- KSK Tongeren (rechtstreeks)
- KTH Diest (rechtstreeks)

## Stadions en trainers

### Stadions en capaciteit
|    | Club                         | Locatie      | Stadion                           | Trainers                                          |
| -- | ---------------------------- | ------------ | --------------------------------- | ------------------------------------------------- |
| 1  | KSC Lokeren                  | Lokeren      | Daknamstadion                     | Fi Van Hoof                                       |
| 2  | KRC Genk                     | Genk         | Fenixstadion                      | Enver Alisic, Aimé Anthuenis                      |
| 3  | R. Excelsior Mouscron        | Moeskroen    | Le Canonnier                      | Georges Leekens                                   |
| 4  | KV Kortrijk                  | Kortrijk     | Guldensporenstadion               | Regi Van Acker                                    |
| 5  | KV Oostende                  | Oostende     | Albertparkstadion                 | Urbain Haesaert                                   |
| 6  | K. Beerschot VAC             | Antwerpen    | 't Kiel                           | Raoul Peeters, James Storme                       |
| 7  | KFC Verbroedering Geel       | Geel         | De Leunen                         | Jos Heyligen                                      |
| 8  | KFC Turnhout                 | Turnhout     | Stadsparkstadion                  | Luc Maes                                          |
| 9  | RAA Louviéroise              | La Louvière  | Stade du Tivoli                   | Freddy Smets                                      |
| 10 | KMSK Deinze                  | Deinze       | Burgemeester Van de Wiele Stadion | Gilbert De Groote                                 |
| 11 | KFC Tielen                   | Tielen       | Staf Janssenstadion               | Jacques Dreesen, Walter Meeuws                    |
| 12 | KVC Westerlo                 | Westerlo     | 't Kuipje                         | Barry Hulshoff, Erwin Vandenbergh, Franky Dekenne |
| 13 | K. Patro Eisden              | Eisden       | Patronaat                         | Eric Vanlessen                                    |
| 14 | R. Cappellen FC              | Kapellen     | Stadion Jos Van Wellen            | Mo Arabat, Walter Jenne                           |
| 15 | KVV Overpelt-Fabriek         | Overpelt     | De Leukens                        | Colin Andrews                                     |
| 16 | K. Sint-Niklase SK Excelsior | Sint-Niklaas | Puyenbekestadion                  | Paul Put, Raoul Peeters                           |
| 17 | KSK Tongeren                 | Tongeren     | De Motten                         | Erwin Vandenbergh, Paul Theunis                   |
| 18 | KTH Diest                    | Diest        | De Warande                        | Marcel Corens                                     |

## Eindstand
|    |    |                              | P  | W  | G  | V  | +  | -  | DS  | Ptn |
| -- | -- | ---------------------------- | -- | -- | -- | -- | -- | -- | --- | --- |
| K  | 1  | KSC Lokeren                  | 34 | 25 | 4  | 5  | 68 | 27 | 41  | 79  |
| P  | 2  | KRC Genk                     | 34 | 22 | 7  | 5  | 60 | 32 | 28  | 73  |
| EP | 3  | R. Excelsior Mouscron        | 34 | 18 | 8  | 8  | 69 | 45 | 24  | 62  |
| EP | 4  | KV Kortrijk                  | 34 | 17 | 7  | 10 | 57 | 44 | 13  | 58  |
| EP | 5  | KV Oostende                  | 34 | 16 | 10 | 8  | 72 | 46 | 26  | 58  |
| EP | 6  | K. Beerschot VAC             | 34 | 15 | 10 | 9  | 52 | 51 | 1   | 55  |
|    | 7  | KFC Verbroedering Geel       | 34 | 14 | 6  | 14 | 44 | 49 | -5  | 48  |
|    | 8  | KFC Turnhout                 | 34 | 11 | 14 | 9  | 39 | 41 | -2  | 47  |
|    | 9  | RAA Louviéroise              | 34 | 12 | 9  | 13 | 45 | 49 | -4  | 45  |
|    | 10 | KMSK Deinze                  | 34 | 9  | 15 | 10 | 36 | 47 | -11 | 42  |
|    | 11 | KFC Tielen                   | 34 | 11 | 8  | 15 | 55 | 53 | 2   | 41  |
|    | 12 | KVC Westerlo                 | 34 | 11 | 8  | 15 | 47 | 53 | -6  | 41  |
|    | 13 | K. Patro Eisden              | 34 | 10 | 11 | 13 | 45 | 36 | 9   | 41  |
|    | 14 | R. Cappellen FC              | 34 | 11 | 5  | 18 | 56 | 56 | 0   | 38  |
|    | 15 | KVV Overpelt-Fabriek         | 34 | 9  | 9  | 16 | 37 | 52 | -15 | 36  |
| ED | 16 | K. Sint-Niklase SK Excelsior | 34 | 7  | 10 | 17 | 43 | 72 | -29 | 31  |
| D  | 17 | KSK Tongeren                 | 34 | 7  | 8  | 19 | 33 | 59 | -26 | 29  |
| D  | 18 | KTH Diest                    | 34 | 3  | 7  | 24 | 38 | 84 | -46 | 16  |

## Eindronde voor promotie
R. Excelsior Mouscron, K. Beerschot VAC, KV Kortrijk en KV Oostende streden om het derde ticket voor de Eerste Klasse. Moeskroen bleek in de competitie reeds de betere van de vier en trok uiteindelijk ook in de eindronde aan het langste eind.
|   |   |                       | P | W | G | V | +  | -  | DS | Ptn |
| - | - | --------------------- | - | - | - | - | -- | -- | -- | --- |
| P | 1 | R. Excelsior Mouscron | 6 | 4 | 1 | 1 | 14 | 7  | 7  | 13  |
|   | 2 | K. Beerschot VAC      | 6 | 3 | 0 | 3 | 10 | 13 | -3 | 9   |
|   | 3 | KV Oostende           | 6 | 2 | 1 | 3 | 13 | 10 | 3  | 7   |
|   | 4 | KV Kortrijk           | 6 | 2 | 0 | 4 | 6  | 13 | -7 | 6   |

## Degradatie-eindronde
Het team dat 16de eindigde, K. Sint-Niklase SK Excelsior, speelde een eindronde met een aantal derdeklassers en ging daar van start in de tweede ronde van die eindronde.
De officiële benamingen van deze competitie luidden achtereenvolgens Bevordering (van 1909 tot 1926), Eerste Afdeling (van 1926 tot 1952), Tweede Klasse (van 1952 tot 2016). 
In 2016 werd de Tweede Klasse opgeheven en vervangen door Eerste klasse B en Eerste klasse Amateurs.
Nationaal voetbal · Regionaal voetbal · Provinciaal voetbal · KBVB · Nationaal voetbalelftal · Nationaal dameselftal
Belgisch nationaal voetbal
Eerste klasse A · Eerste klasse B · Eerste nationale · Beker van België · Belgische Supercup
Super League · Eerste klasse (vrouwen) · Tweede klasse (vrouwen) · Beker van België (vrouwen) · Belgische Supercup (vrouwen)